# Leandro Torres (piloto)
Leandro Torres (Río de Janeiro, 4 de mayo de 1971) es un piloto de auto, moto y UTV brasileño, radicado en São Paulo desde 1994. Es financista y piloto amateur en competencias de motor desde 2005.
En 2016 se inscribió en el Dakar, participando en la categoría coches, llegando en la posición 57.º. En 2017 participó en la categoría UTV, ganando dos etapas y liderando la general hasta la etapa 11, en lo que constituye un hecho histórico para el rally brasileño, que nunca había obtenido un logro significativo en el Rally Dakar. Ambas participaciones las realizó con experimentado navegante de rally Lourival Roldan.
Torres es financista de profesión y en 2007 decidiò comenzar a correr rally, haciendo su debut en el Rally dos Sertões en la categoría motos, repitiendo su participación en 2008 y 2009. En las ediciones de 2010, 2011, 2012 y 2013 participó en el Rally dos Sertões en la categoría coches. Y en 2014 y 2015 lo hizo en la categoría UTV.

## Resultados

### Rally Dakar
| Año  | Clase   | Vehículo | Posición | Victorias de tapa |
| ---- | ------- | -------- | -------- | ----------------- |
| 2016 | Coches  | Polaris  | 58.º     | -                 |
| 2017 | UTV/SSV | Polaris  | 1.º      | 2                 |